# Madars Lasmanis
Madars Lasmanis (ur. 1979) – łotewski polityk, poseł na Sejm w VIII, IX i X kadencji. 

## Życiorys
W 2005 ukończył studia z dziedziny biologii na Uniwersytecie Łotewskim, gdzie był przewodniczącym Samorządu Studenckiego (Studentu pašpārvalde). 2005–2006 reprezentował w Sejmie koalicję Nowa Era, był też krótko posłem 2009–2010 i w 2011, trzykrotnie nie obejmując mandatu poselskiego po wyborach, lecz w trakcie kadencji zastępując poprzedniego posła.